# Neuracanthus africanus
Neuracanthus africanus är en akantusväxtart. Neuracanthus africanus ingår i släktet Neuracanthus och familjen akantusväxter.

## Underarter
Arten delas in i följande underarter:
- N. a. africanus
- N. a. masaicus
- N. a. ruahae